# Vương Sưởng (Tam Quốc)
Vương Sưởng (chữ Hán: 王昶, ? – 259) tự Văn Thư, người Tấn Dương, Thái Nguyên , quan viên, tướng lãnh nhà Tào Ngụy thời Tam Quốc.

## Thiếu thời
Bác của Sưởng là Nhu, tự Thúc Ưu, làm đến Hộ Hung Nô trung lang tướng; cha là Trạch, tự Quý Đạo, làm đến Đại Quận thái thú. 
Thiếu thời Sưởng với người cùng quận là Vương Lăng (cháu gọi Vương Doãn bằng chú) đều nổi tiếng; bởi Lăng lớn tuổi hơn, ông thờ làm anh. 
Tào Phi được lập làm Ngụy thế tử, Sưởng được làm Văn học để phù tá anh ta, rồi được thăng làm Trung thứ tử. 

## Khởi nghiệp
Tào Phi lên ngôi, tức Tào Ngụy Văn đế, Sưởng được dời làm Tán kỵ thị lang, rồi làm Lạc Dương điển nông. Bấy giờ kinh đô có nhiều đất rừng, Sưởng chặt bỏ cây cối, khuyên nhủ nhân dân, vì thế mở ruộng rất nhiều; sau đó được thăng làm Duyện Châu thứ sử. 
Minh đế nối ngôi, Sưởng được gia vị Dương liệt tướng quân, ban tước Quan nội hầu.  Năm Thanh Long thứ 4 (236), triều đình có chiếu cầu hiền, Sưởng được Thái úy Tư Mã Ý tiến cử. 

## Phòng bị Đông Ngô
Trong niên hiệu Chánh Thủy (240 – 249) thời Phế đế Tào Phương, Sưởng được chuyển đến Từ Châu, phong tước Vũ Quan đình hầu, thăng hiệu Chinh nam tướng quân, chức Giả tiết Đô đốc Kinh, Dự chư quân sự. Sưởng cho rằng châu trị đặt ở Uyển Thành , cách vị trí chiến lược trọng yếu Tương Dương đến hơn 300 dặm, khiến các tiền đồn bị phân tán; thuyền ở Tuyền Trì , lúc nguy cấp thì không đến kịp. Vì thế Sưởng dâng biểu đề nghị dời châu trị đến Tân Dã, luyên tập thủy quân ở 2 châu, mở rộng diện tích trồng trọt, chất đầy ngũ cốc trong kho. 
Năm Gia Bình thứ 2 (250), Sưởng nhân nội bộ Đông Ngô bất ổn, dâng sớ đề nghị tấn công một loạt vị trí ở Giang Bắc. Triều đình bèn sai Tân Thành thái thú Châu Thái tập kích các thành Vu, Tỉ Quy, Phòng Lăng; riêng sai Kinh Châu thứ sử Vương Cơ uy hiếp Di Lăng, Sưởng uy hiếp Giang Lăng, 2 bên bờ Trường Giang lấy rào tre làm cầu nổi, vượt sông tấn công, nhằm ngăn cản viện quân địch. Quân Ngô chạy sang bờ nam, sau đo đào sáu con đường đến đánh; Sưởng sai Tích nỗ  đồng thời bắn ra, tướng Ngô là Thi Tích (con trai của Chu Nhiên) nhờ đêm tối chạy thoát vào thành Giang Lăng, quân Ngụy đuổi theo chém được vài trăm thủ cấp. Sưởng muốn dụ địch ra đất bằng để giao chiến, bèn điều động toàn quân theo đường lớn quay về, lại đem chiến lợi phẩm là chiến mã, thủ cấp đi vòng quanh thành để chọc giận quân Ngô, rồi sắp đặt mai phục để đợi. Thi Tích quả nhiên đuổi theo, đôi bên giao chiến; quân Ngụy giành thắng lợi, chém tướng Ngô là Chung Ly Mậu, Hứa Mân, thu lấy thủ cấp, cờ trống, châu báu, vũ khí, rồi chấn chỉnh đội ngũ mà quay về. Sưởng được thăng làm Chinh nam đại tướng quân, Nghi đồng tam tư, tiến phong Kinh Lăng hầu. 

## Bình định Hoài Nam
Vô Khâu Kiệm, Văn Khâm nổi dậy chống lại quyền thần Tư Mã Sư (255), Sưởng tham gia trấn áp, nhờ công nên hai con trai được phong Đình hầu và Quan nội hầu, còn mình được tiến vị Phiếu kị tướng quân. Gia Cát Đản nổi dậy chống lại quyền thần Tư Mã Chiêu (257), Sưởng giữ Giáp Thạch để uy hiếp Giang Lăng, giằng co với tướng Ngô là Thi Tích, Toàn Hi, khiến quân Ngô không thể cứu viện Đản. Dẹp xong Đản, Sưởng được tăng ấp 1000 hộ, kể cả trước là 4700 hộ, được thăng làm Tư không, trì tiết, đô đốc như cũ. 
Năm Cam Lộ thứ 4 (259), Sưởng mất, thụy là Mục hầu. 

## Trình bày phương lược
Năm Gia Bình đầu tiên (249), sau khi Thái phó Tư Mã Ý diệt trừ Tào Sảng, hỏi khắp quần thần tình hình chánh trị được – mất thế nào, Sưởng trình bày 5 phương lược trị nước:
1. Chấn hưng giáo dục, ức chế phù phiếm, sửa chữa trường lớp để môn sanh nhập học.
2. Tổ chức khảo sát, nhưng muốn khảo sát thì phải thiết lập tiêu chuẩn, vì không có tiêu chuẩn thì không thể đánh giá hay – dở, nếu bỏ việc giáng – thăng chức thì khảo sát chỉ là nói suông.
3. Người được nhận quan chức cần có một khoảng thời gian đủ dài để làm việc, nếu có thành tích tốt thì nên phong thưởng.
4. Cắt giảm lương bổng của quan lại, lấy liêm sỉ dạy dỗ họ, không cho phép tranh lợi với dân.
5. Cấm đoán xa xỉ, đề xướng tiết kiệm; yêu cầu quan lại đối với tranh phục phải giữ đúng phẩm cấp; tích trữ thóc – lụa, khiến người ta trở lại chất phác như xưa.

Sưởng được triều đình giáng chiếu khen ngợi. 
Nhân đó triều đình giao việc biên soạn phương pháp khảo thí quan lại cho Sưởng. Lấy cớ thời Nghiêu – Thuấn đã có ghi chép về việc cách – thăng chức, nhưng không truyền lại phương pháp; nhà Chu đặt chức Trủng tể, coi việc tra xét công việc của quan viên để tiến hành phạt – thưởng, nhưng không thiết lập tiêu chuẩn, Sưởng dựa vào quan điểm xét hoàng đế là minh quân hay không thì cứ xem ở việc trọng dụng người hiền, vì thế tự làm ra đại lược về phương thức đánh giá người hiền, nhằm giao cho các cấp quản lý, rồi họ đánh giá kết quả công tác, nhờ đó nắm được khả năng của thuộc cấp. Đề nghị của Sưởng, đại khái là như vậy. 

## Trước tác
Khi Sưởng nhiệm chức ở Duyện Châu, cho rằng nhà Tào Ngụy thừa hưởng tệ nạn có từ đời Tần, Hán, pháp luật hà khắc và vụn vặt, nếu không cải tổ lớn theo phong cách của Tào Tháo, thì không thể vọng tưởng nền chính trị khởi sắc trở lại. Vì thế Sưởng dựa theo pháp luật đời xưa, hợp với tình hình đương thời, soạn ra hơn 20 thiên Trị luận. Ngoài ra, Sưởng bàn luận về phép dùng kỳ – chánh, soạn ra hơn 10 thiên Binh thư. 
Tác phẩm của Sưởng từng có 5 tập, hiện nay chỉ còn Tạ biểu, Khảo khóa sớ, Khảo khóa sự, Trần trị lược ngũ sự, Tấu Ngô Thục sự trạng, Bạch Tấn Văn vương tiên, Hịch Ngô tướng giáo bộ khúc, Gia giới, được đưa vào Toàn Tam Quốc văn (全三国文).

## Dật sự
Sưởng đặt tên và tự cho cháu trai gọi mình bằng chú họ và các con trai, đều mang ý nghĩa khiêm tốn – thành thật: cháu trai Vương Mặc tự Xử Tĩnh, Vương Thẩm tự Xử Đạo, con trai Vương Hồn tự Huyền Xung, Vương Thâm tự Đạo Xung. 

## Hậu duệ

### Đời thứ nhất
- Con trai là Vương Hồn, Vương Thâm, Vương Trạm.
- Anh họ là Vương Ky mất sớm, Sưởng nuôi dạy các cháu: Vương Mặc, Vương Thẩm.[17]

### Đời thứ hai
- Con trai của Vương Hồn là Vương Thượng, Vương Tế, Vương Trừng, Vương Vấn.
- Con trai của Vương Trạm là Vương Thừa.
- Vương Thẩm phản bội Tào Mao, chịu tiếng xấu nặng nề. Thẩm không có con trai, sau khi Thẩm mất, thân thích đồng ý nhường vai trò kế tự lại cho con ghẻ của Thẩm là Vương Tuấn.

### Đời thứ ba
- Con trai của Vương Tế là Vương Trác, Vương Duật.
- Con trai của Vương Thừa là Vương Thuật.
- Con trai của Vương Tuấn là Vương Trụ, Vương Duệ.

### Đời thứ tư
- Con trai của Vương Thuật là Vương Thản Chi.
- Chắt của Vương Thẩm là Vương Đạo Tố, không rõ cha của Đạo Tố là ai.

### Đời thứ năm
- Con trai của Vương Thản Chi là Vương Khải, Vương Du, Vương Quốc Bảo, Vương Thầm.

### Đời thứ sáu
- Con trai của Vương Du là Vương Tuy, Vương Nạp.

### Đời thứ bảy
- Vương Tuệ Long tự nhận là con trai của Vương Lập, cho biết Lập là con trai của Vương Du.

## Hình tượng văn học
Sưởng là nhân vật nhỏ trong Tam quốc diễn nghĩa, xuất hiện ở hồi 108: Trong mưa tuyết, Đinh Phụng đánh đoản binh; Trên tiệc rượu, Tôn Tuấn dùng mật kế. Sau khi Tôn Quyền mất, anh em quyền thần nhà Tào Ngụy là Tư Mã Sư – Tư Mã Chiêu nhất trí tấn công Đông Ngô, lấy Sưởng làm Chinh nam đại tướng quân, đem 10 vạn quân đánh Nam Quận. Đến biên giới, Đại đô đốc Tư Mã Chiêu lấy Vương Sưởng, Vô Khâu Kiệm đều lãnh 1 vạn binh, chia 2 cánh tả hữu theo sau Hồ Tuân, chờ Tuân đoạt được quận Đông Hưng thì cùng đánh vào nước Ngô. Nhưng Tuân bị tướng Ngô là Đinh Phụng đánh bại, khiến toàn quân Ngụy phải triệt thoái, Sưởng vô công mà về.